# لیگ دسته اول فوتبال ارمنستان ۲۰۱۱
فصل ۲۰۱۱ لیگ دسته اول فوتبال ارمنستان در ۵ آوریل ۲۰۱۱ آغاز شد و در ۱۰ اکتبر ۲۰۱۱ به پایان رسید. شنگاویت در پایان هفته ۲۸ام قهرمان شد. با این حال، واجد شرایط صعود نبود زیرا تیم ذخیره باشگاه فوتبال اولیس بود که قبلاً در لیگ برتر فوتبال ارمنستان شرکت کرده بود.

## جدول لیگ
| رتبه | تیم                           | بازی | برد | مساوی | باخت | گل زده | گل خورده | گل تفاضل | امتیاز |
| ---- | ----------------------------- | ---- | --- | ----- | ---- | ------ | -------- | -------- | ------ |
| ۱    | باشگاه فوتبال شنگاویت (C)     | ۲۴   | ۱۷  | ۲     | ۵    | ۵۳     | ۲۴       | ۲۹+      | ۵۳     |
| ۲    | باشگاه فوتبال میکا            | ۲۴   | ۱۳  | ۷     | ۴    | ۵۱     | ۱۹       | ۳۲+      | ۴۶     |
| ۳    | باشگاه فوتبال پیونیک          | ۲۴   | ۱۲  | ۳     | ۹    | ۴۴     | ۳۰       | ۱۴+      | ۳۹     |
| ۴    | باشگاه فوتبال آراگاتس         | ۲۴   | ۱۰  | ۷     | ۷    | ۲۹     | ۲۵       | ۴+       | ۳۷     |
| ۵    | باشگاه فوتبال گاندزاسار کاپان | ۲۴   | ۱۱  | ۳     | ۱۰   | ۴۸     | ۴۲       | ۶+       | ۳۶     |
| ۶    | باشگاه فوتبال ایمپالس         | ۲۴   | ۱۰  | ۵     | ۹    | ۳۸     | ۴۰       | ۲−       | ۳۵     |
| ۷    | باشگاه فوتبال اورارتو         | ۲۴   | ۱۰  | ۴     | ۱۰   | ۳۵     | ۳۵       | ۰        | ۳۴     |
| ۸    | باشگاه فوتبال پیونیک          | ۲۴   | ۶   | ۱     | ۱۷   | ۲۷     | ۶۱       | ۳۴−      | ۱۹     |
| ۹    | باشگاه فوتبال آرارات ایروان   | ۲۴   | ۲   | ۲     | ۲۰   | ۱۵     | ۶۴       | ۴۹−      | ۸      |